# Зоя (име)
Вижте пояснителната страница за други значения на Зоя.
Зоя е женско име с гръцки произход. Означава „живот“. Често срещано женско име в Русия, среща се и в България. В България се използва и вариант на името Зойка. В Русия се използват много производни имена на Зоя: Зоюня, Зоюха, Зоюша, Зоюшка, Зоха, Зоша, Зося, Зая, Зойка, Зайка, Зоенька. В други страни се използват и следните варианти: Zoe, Zoë (в Германия Цое), Zooey, Zoí, Zoey, Zoee.

## Светици носещи името Зоя
- Зоя Анталийска
- Зоя Римска
- Зоя Витлеемска